# 蛇の崎橋
蛇の崎橋（じゃのさきばし）は、秋田県横手市の秋田県道272号御所野安田線にある橋で、日本百名橋の1つである。かつての羽州街道にあたり、別名は「下の橋」である。

## 概要
横手城下において、町人町である外町と武家町である内町とを結ぶ三大橋（上の橋・中の橋・蛇の崎橋）のうちの1つ。そのうち、外町から城郭や大手門、家臣屋敷へ通ずる大手の橋は中の橋であり、蛇の崎橋は横手城下における第二の橋であった。しかし、参勤交代の制度が始まったことにより、横手を通り抜ける需要が増え、羽州街道の通る蛇の崎橋の意義が増し、立派なものへと作り変えられていくことになり、今日に至る。
現在の橋が開通したのは2001年（平成13年）10月25日で、都市計画道路の敷設に伴い旧橋から下流へ約70mの地点に架け替えられた。
橋とその周辺では古くから様々な祭事が執り行われており、代表的なものとして毎年8月に行われる「送り盆まつり」がある。享保の大飢饉で亡くなった人々を供養するために、丸太を組み合わせて骨組みを作り、外側に稲藁を編んで覆い数十本のろうそくを飾り、火を灯し、川原に繰り出したのが始まりとされ、屋形舟同士の激突が見ものである。その他、7月には「よこての全国線香花火大会」が2004年（平成16年）から毎年行われている。2月の横手の雪まつり（かまくら）期間中は当橋の下付近の川原に約3500個の「ミニかまくら」が作られる。

## 歴史
初めて架橋された時期は不明であるが、後三年合戦において源義家がつり橋ごと落とされ、蛇篭によって助かったという伝承がこの地にあることから、この頃（900年以上前）には既に架橋されていたと見られる。橋の名前の由来は「蛇の崎淵」からで、蛇篭の伝承の他に大蛇と河童が争った伝承や、産女の妖怪の伝承もある。
江戸時代の旅行家・菅江真澄による「菅江真澄遊覧記」中の『雪の出羽路』において、横手に「上・中・下と三渡の橋あり。…」との記載があり、この「下」の橋が蛇の崎橋に当たる。また、遅くとも1669年（寛文9年）の『横手絵図面』には上・中・下の3橋がある。当時の橋は木造であり、洪水の度に流失していたものと見られる。

### 旧蛇の崎橋の架橋

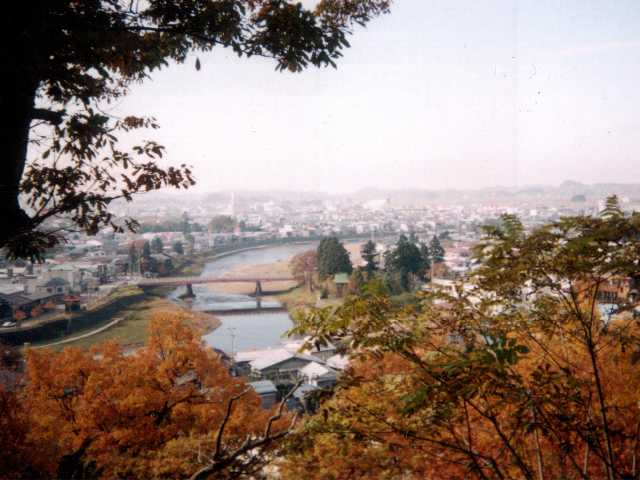
旧蛇の崎橋を横手公園から望む（1997年撮影）

現在の蛇の崎橋から1代前の蛇の崎橋（ここでは、旧蛇の崎橋とする）が架橋されたのは1931年（昭和6年）のことであり、同年5月に着工、11月に竣工した。これよりまた前の橋は木造であり、1921年（大正10年）8月9日の送り盆（ねむり流し）の際に、橋の欄干が倒れて観客が河川敷に転落するという事故や、老朽化により空いた穴から人が転落して負傷するなど事故が起き、橋の架替えが行われることになった。
1921年12月5日の午前11時に開通し、渡橋式を挙行した上で通行が開始された。県内では初めてのゲルバー橋であり、橋長71m、幅員7.5mで供用開始した。1971年（昭和46年）3月には下流側に長さ73.6mの歩道橋が架けられ、上流側には1977年（昭和52年）12月に歩道橋が架けられた。

### 旧蛇の崎橋の架け替え問題
その後、架橋から時を経て70年ほど経過すると、橋脚の下部が剥き出し状態となっていた。原因として、平城町にあった旧三ノ堰の頭首工が撤去されたことで、河床が著しく下がったことや、流雪溝からの雪の流れを良くするために川底を毎年掘削していたことが挙げられる。また、1969年（昭和44年）より始まった横手川の河川改修事業、1987年（昭和62年）に認定された国の「ふるさとの川モデル事業」に伴い、蛇の崎橋の処遇について地元商店街や住民と議論が巻き起こった。

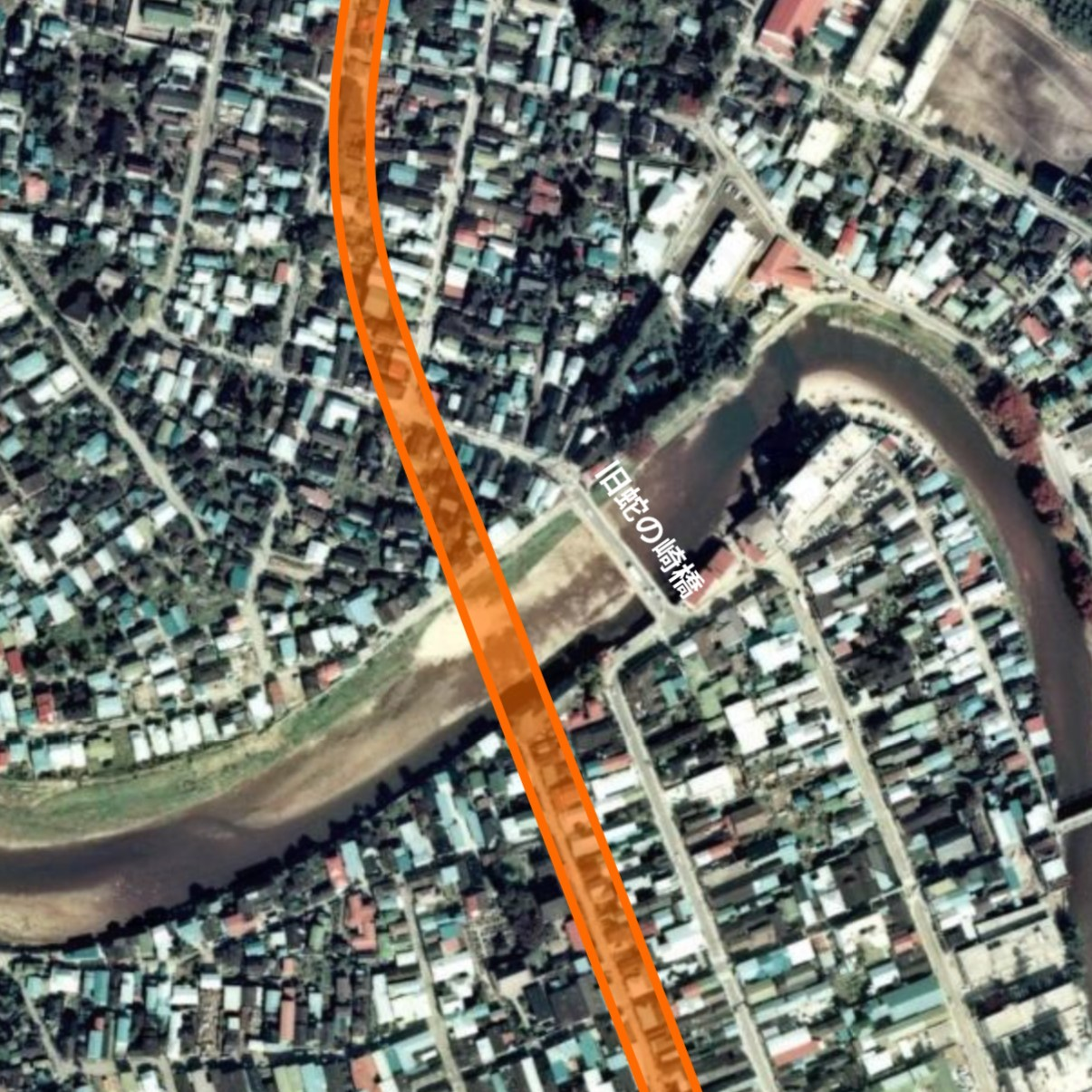
中央線の予定路線図（1976年撮影）
2015年に蛇の崎橋以北～幸町までが開通し、画像に映る範囲は全線開通済み。

当時、横手市では都市計画道路横手中央線の計画があり、これは1964年（昭和39年）建設省告示第四四二号で決定していた。都市計画道路横手中央線は、起点を杉沢字中杉沢とし、二葉町・田中町を通り安田字馬場（現・安田原町）へと至る計画路線であり、当時は安田原町から神明町までと、石割金物店（神明町）から横手市役所までが開通済み。そこから先は寺町（現・中央町）を通り、料亭山田屋の建物を貫き、横手川を新たな橋梁で渡り、本町を通ってよねや双葉店（現在は閉店済み）まで至るという計画であり、蛇の崎橋の下流にもう1本橋が架かるということは既定路線であった。しかし、蛇の崎橋とこの新設橋梁は100m以内の距離に近接しており、護岸保護や市の財政の観点から新設橋梁は難しいと市は申し入れていた。これに対し県は、現状の蛇の崎橋は県道の橋であるため、県道を都市計画道路の新橋へ指定替えすれば、仮橋の必要もなく、市の利益になるのではないかと提案した。これを受け、市は県の提案を受け入れることにし、県も蛇の崎橋を都市計画道路の路線上に架け替えることを決定した。
しかし、都市計画道路横手中央線の開通により、蛇の崎橋周辺の四日町・大町の商店街は裏通りとなってしまうため、どうにか蛇の崎橋を現行の位置のまま存続させるべきだとして、関係町内会などで構成される「蛇の崎橋の存続を期する会」が1994年（平成4年）10月4日に結成された。
市は、同年11月4日に「第一回蛇の崎橋架け替えに関する地元説明会」を市役所にて開催し、ここに至るまでの経緯の説明と質疑応答が行われた。市は、2つの橋を共存させることは水流に乱れを生じさせ河川法上の問題があるとし、また商店街が裏通りになるという点については、現状では一方通行となっている中の橋へ通づる道路を拡幅し、商店街へのアクセスを確保するとの見解を示した。

### 新蛇の崎橋の開通

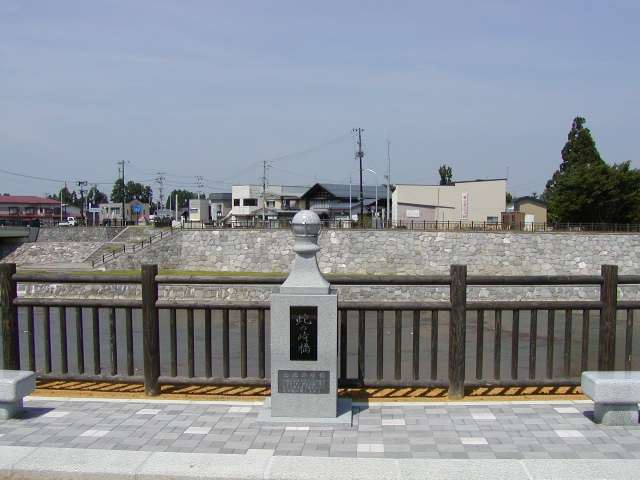
旧橋の記念碑（2002年撮影）

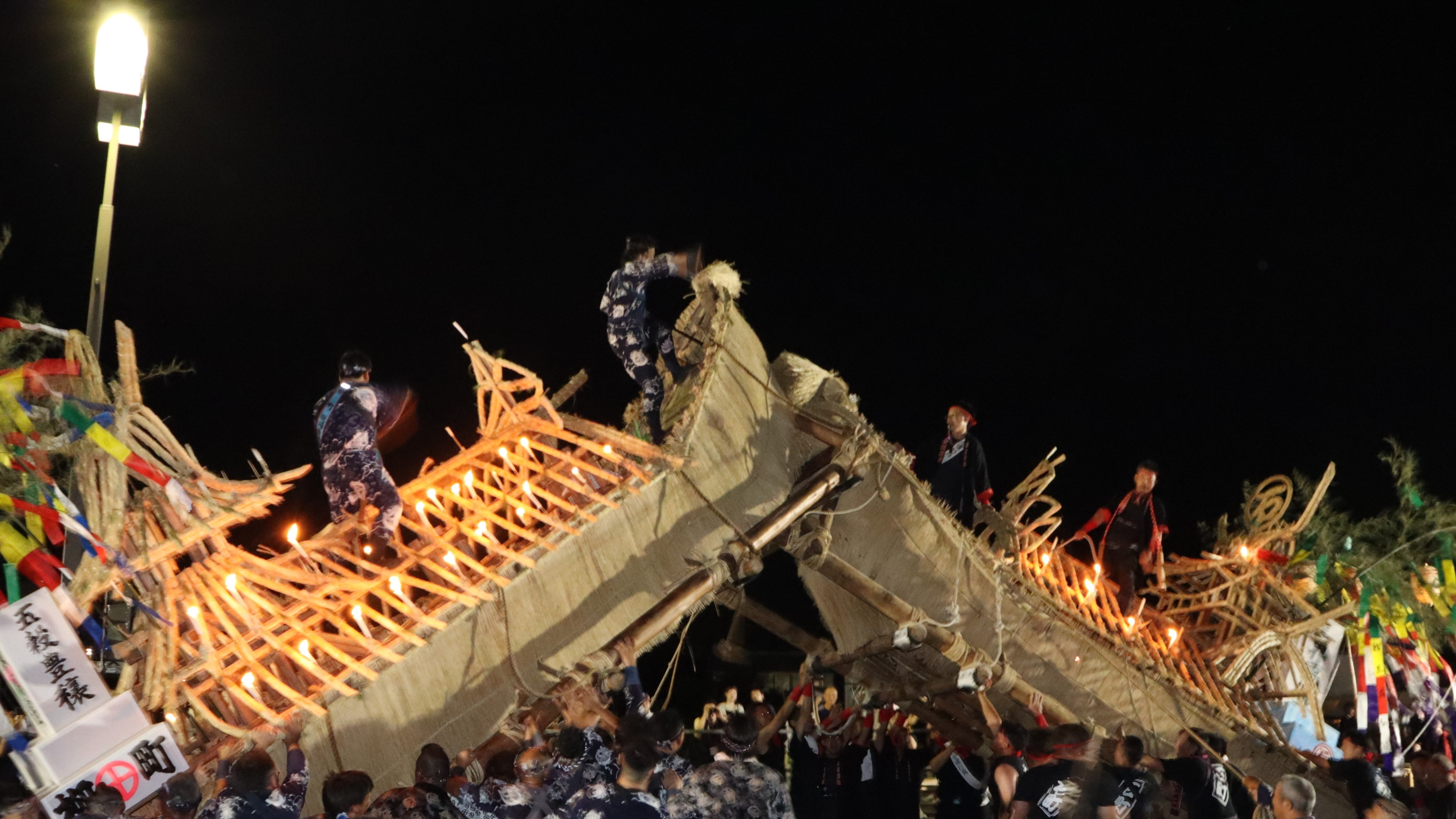
蛇の崎橋上にて送り盆まつり（2023年撮影）

新たな蛇の崎橋は、1999年（平成11年）1月26日に着工、2001年（平成13年）10月16日に竣工した。新蛇の崎橋は片側2車線で、両側に歩道が整備された道路橋となった。全長は99 m、全体の幅は22 m。歩道幅は4.5 mあり、白御影石のタイルが使用されている。高欄の親柱には、横手の四季の祭りをイメージした絵が掘られている。
新蛇の崎橋の開通式は2001年10月25日の13時30分から、四日町側の横手川左岸、橋の入口付近で執り行われた。その後、横手神明社の武田宮司により橋と参列者一同がお祓いを受け、市長や秋田県建設交通部長を始めとした有識者によりテープカットが行われた。渡り初めは武田宮司が先頭になり、四日町から蛇の崎町へと渡った。渡り初めが終わると、新橋の開通に合わせ、市が8月に募集していた「蛇の崎橋に対する思い・思い出」の作文コンクールで受賞した人々に対する授賞式が、横手川右岸の石畳の広場で行われた。
新蛇の崎橋の開通セレモニーが終わると、旧蛇の崎橋では渡り納めが行われ、橋上ではサイサイ囃子が繰り広げられた。その後、旧蛇の崎橋は同日14時30分をもって通行止めとなり、約70年の歴史に幕を下ろした。その後、旧橋は撤去されており、現在は記念碑が置かれている。

## 隣の橋
- 横手川
  - （上流）- 学校橋 - 中の橋 - 蛇の崎橋 - 碇大橋 - 大鳥居橋 -（下流）